# Sinfonia pastorale
Sinfonia pastorale (La Symphonie Pastorale) è un film del 1946 diretto da Jean Delannoy, tratto dall'omonimo racconto di André Gide. Vinse il Grand Prix du Festival International du Film come miglior film al Festival di Cannes 1946.

## Trama
In un piccolo villaggio sperduto tra le alpi svizzere il pastore Jean Martens accoglie Gertrude, una giovane cieca, cercando di allontanarla da una vita semi-selvaggia. L'iniziale affetto che prova per lei si trasforma in vero e proprio amore.
Una volta cresciuta la ragazza viene operata agli occhi e riacquista la vista. Divisa tra la riconoscenza verso il pastore e l'amore per il figlio di questi decide di fuggire. Verrà ritrovata morta nella neve.

## Riconoscimenti
- 1946 - Festival di Cannes
  - Grand Prix du Festival
  - miglior interpretazione femminile (Michèle Morgan)